# 名鉄丸栄百貨店
名鉄丸栄百貨店（めいてつまるえいひゃっかってん）は、かつて愛知県一宮市に存在した日本の百貨店である。

## 概要
名鉄グループが名鉄一宮線の廃止に伴い、同線の終点であった東一宮駅跡に名鉄百貨店と新岐阜百貨店に次ぐ3番目の百貨店を開設する計画を具体化させ始めた。
ほぼ同じ時期に、名古屋市にある丸栄も一宮に百貨店を開設する計画を進めていた。
しかし、2社がほぼ同時期に出店することは地元側の反発が必死で困難と考えられたため両社の計画を一本化することになり、1966年（昭和41年）12月に一宮市城崎町に資本金1億円で株式会社名鉄丸栄百貨店が設立された。
こうした経緯もあり、当社は名古屋鉄道と名鉄百貨店の名鉄グループの出資比率は42%で、残りを保有する丸栄や地元出資者との共同事業の形で営業するという競合する百貨店同士の合弁という珍しい運営形態となった。
店舗の出店場所は名鉄が計画していた東一宮駅跡が選ばれて、地下1階・地上7階建てで建築面積約3,100m2で売場面積11,500m2の規模で1968年（昭和43年）6月に着工された。
両グループの名称を合わせた当店の愛称として「メイエイ」を名乗り、「メイエイで夢とセンスのお買物」をキャッチフレーズに1969年（昭和44年）10月1日に開業した。
東一宮駅のバスターミナルは、この名鉄丸栄百貨店内に移転し、「名鉄丸栄百貨店前バスターミナル」となった。
その後、1982年（昭和57年）2月に丸栄と地元側の株主の出資分を名鉄グループが引き取って一本化され、一宮名鉄百貨店に社名も店名も変更された。
かつては近隣の地元資本によるタマコシ一宮本店（同社は倒産し、現在はタマコシ跡地はマンションとなっている）と共に一宮の中心市街地を代表する店舗として存在した。
しかし、モータリゼーションの進展にともなって郊外に大型店やロードサイド店が進出したことに伴う旧商店街の衰退に加えて、名鉄・JRの一宮駅から数百メートル離れた中途半端な立地が徒となり、一宮駅周辺の立体交差事業の完成に伴い、母体企業の名鉄が一宮駅ビルのキーテナントとして名鉄百貨店一宮店を開設（実質的には当店の移転）するのに伴い、2000年（平成12年）9月に閉店して会社清算を行った。

## 沿革
- 1969年（昭和44年）10月1日 - 名鉄一宮線廃線に伴う旧東一宮駅再開発で誕生した名鉄バスのバスターミナル併設のターミナルデパートとして開店[1][2][3]。（丸栄、名鉄等の共同出資）
- 1982年（昭和57年）2月 - 名鉄グループの100%出資となり、一宮名鉄百貨店へ社名と店名を変更[3]。
- 2000年（平成12年）9月 - 名鉄百貨店一宮店開設に伴い、閉店[4]。

## その他
- 名鉄バスのターミナルが併設されていた。
- 建物は2001年（平成13年）解体。現在跡地は名鉄不動産（現・名鉄都市開発）が分譲したマンションになっている[4]。
- 名鉄バスのバスターミナルは、名鉄百貨店一宮店の北西の、新一宮駅跡地に移転。新一宮駅バスターミナル（現名鉄一宮駅バスターミナル）となる。旧「名鉄丸栄百貨店前バスターミナル」は「東一宮」バス停となっている。